# Пиранжи
Пиранжи (порт. Pirangi) — муниципалитет в Бразилии, входит в штат Сан-Паулу. Составная часть мезорегиона Рибейран-Прету. Входит в экономико-статистический микрорегион Жаботикабал. Население составляет 10 164 человека на 2006 год. Занимает площадь 215,791 км². Плотность населения — 47,1 чел./км².

## История
Город основан 3 августа 1895 года.

## Статистика
- Валовой внутренний продукт на 2003 составляет 172 026 811,00 реалов (данные: Бразильский институт географии и статистики).
- Валовой внутренний продукт на душу населения на 2003 составляет 17 022,25 реала (данные: Бразильский институт географии и статистики).
- Индекс развития человеческого потенциала на 2000 составляет 0,779 (данные: Программа развития ООН).